# Wilo
Wilo SE er en tysk producent af pumper og pumpesystemer til bygninger, vand og industri. De har hovedkvarter i Dortmund. Koncernen består af 60 datterselskaber i over 50 lande med 8.457 ansatte og en årsomsætning på 1,886 mia. euro.
Caspar Ludwig ("Louis") Opländer etablerede virksomheden i 1872 som en kobber- og messingvarefabrik.